# بيلي بينغهام
بيلي بينغهام (بالإنجليزية: Billy Bingham)‏ (15 يوليو 1990 في المملكة المتحدة - ) هو لاعب كرة قدم بريطاني في مركز الدفاع. لعب مع كريستال بالاس ونادي كرو ألكساندرا وساتون يونايتد وداغنهام وريدبريدج وغرايز أتلاتيك ‏.

## وصلات خارجية
- بيلي بينغهام على موقع قاعدة بيانات كرة القدم.إي يو (الإنجليزية)
- بيلي بينغهام على موقع Soccerbase.com (لاعب) (الإنجليزية)
- بيلي بينغهام على موقع Soccerway.com (الإنجليزية)